# Guyana
Guyana (phát âm tiếng Anh là [gaɪˈa.na]; thỉnh thoảng được Anh hoá thành [gaɪ'æ.nə] hay [giˈɑ.nə], Tiếng Việt: Guy-a-na), tên chính thức Cộng hoà Hợp tác Guyana, là quốc gia duy nhất thuộc Khối thịnh vượng chung Anh nằm trên lục địa Nam Mỹ. Nước này ở phía bắc xích đạo trong vùng nhiệt đới và nằm trên Đại Tây Dương. Guyana có biên giới phía đông với Suriname, phía nam và tây nam với Brasil và phía tây với Venezuela. Đây là nước nhỏ thứ ba trên lục địa Nam Mỹ với kích thước xấp xỉ Anh Quốc. Guyana là nước duy nhất tại Nam Mỹ có ngôn ngữ chính thức là tiếng Anh và là một trong hai nước còn lại trên lục địa châu Mỹ vẫn áp dụng giao thông bên trái.
Guyana là một từ Amerindian có nghĩa "Vùng đất nhiều nước". Nước này có đặc trưng bởi những khu rừng nhiệt đới rộng lớn bị chia cắt bởi nhiều con sông, lạch và thác nước, nổi tiếng nhất là Thác Kaieteur trên Sông Potaro. Các tepui của Guyana nổi tiếng là cảm hứng của tiểu thuyết Thế giới đã mất năm 1912 của Arthur Conan Doyle. Nước này có một xã hội đa dạng, đa văn hoá với sự đa dạng sinh thái cao, loại rượu rum nổi tiếng, kiến trúc thuộc địa Anh và đường Demerara. Guyana cũng nổi tiếng thế giới vì là địa điểm xảy ra cuộc Thảm sát Jonestown.
Dù là một phần của Nam Mỹ, Guyana là một nước kiểu Anh hơn Mỹ Latinh và có một số tương đồng văn hoá với nhiều vùng Vùng Caribe. Ngoài tiếng Anh, các ngôn ngữ Guyana gồm Creole, Hindustani, Akawaio, Wai-Wai, Arawak và Macushi. Đa số dân có tổ tiên người Á hay Ấn Độ (được gọi là Đông Ấn) số người da đen gốc Phi (Afro-Guyanese) chiếm khoảng một phần ba dân số. Một lượng lớn dân số đa chủng tộc và cũng có một số lượng nhỏ người Amerindian.
Guyana hiện đang trong một cuộc tranh chấp biên giới với hai nước láng giềng. Nước này tuyên bố chủ quyền vùng đất phía đông sông Courantyne ở phía đông nam Guyana (tranh chấp với Surinam), và vùng đất phía tây sông Essequibo là một phần của Guayana Esequiba (tranh chấp với Venezuela)

## Lịch sử
Ở thời những người Châu Âu đầu tiên tới vùng này khoảng năm 1500, Guyana là nơi sinh sống của các bộ tộc Arawak và Carib Amerindian. Dù Guyana đã được Christopher Columbus nhìn thấy lần đầu trong chuyến đi thứ ba (năm 1498), đây vẫn chưa phải là nơi định cư của người châu Âu cho tới khi người Hà Lan tới năm 1616, họ đã lập ra ba thuộc địa; Essequibo (1616), Berbice (1627) và Demerara (1752). Anh Quốc đã nắm quyền kiểm soát vào cuối thế kỷ XVIII và người Hà Lan chính thức rời khỏi vùng này năm 1814. Ba vùng trở thành một thuộc địa Anh duy nhất gọi là Guiana thuộc Anh năm 1831.
Những người nô lệ bỏ trốn đã lập ra các cộng đồng Maroon. Sự xóa bỏ chế độ nô lệ năm 1834 dẫn tới sự thành lập các khu định cư da đen ở các vùng đô thị và sự du nhập lao động hợp đồng từ Madeira (Bồ Đào Nha) (bắt đầu từ năm 1834), Đức (từ năm 1835), Ireland (1836), Scotland (1837), Malta (1839), Trung Quốc và Ấn Độ (từ năm 1838) để làm việc trên những cánh đồng mía. Năm 1889 Venezuela tuyên bố chủ quyền vùng đất lên tới tận Essequibo. Mười năm sau một tòa án quốc tế phán quyết vùng đất thuộc Guyana thuộc Anh; tuy nhiên tranh cãi vẫn còn tiếp diễn.
Trong Chiến tranh thế giới thứ hai, Hoa Kỳ dàn xếp để các lực lượng không quân của họ sử dụng các sân bay Anh Quốc tại Nam Mỹ, gồm cả những sân bay tại British Guiana.
Năm 1953, vùng lãnh thổ này giành được quy chế tự trị. Thủ tướng Cheddi Jagan (1961-1964) lãnh đạo đất nước dựa vào những người dân gốc Ấn Độ. Jagan phải đương đầu với những người Da trắng thuộc Lực lượng Thống nhất và nhóm đối lập Da đen (35%) do Forbes Burnham lãnh đạo.
Guyana độc lập khỏi Anh Quốc năm 1966 và trở thành một nền cộng hoà năm 1970, vẫn là một thành viên của Khối thịnh vượng chung. CIA và United States State Department cùng chính phủ Anh đóng vai trò rất quan trọng trong việc gây ảnh hưởng tới nhân vật chính trị kiểm soát Guyana ở thời gian này.[citation needed]
Năm 1980, F. Burnham đắc cử Tổng thống. Sau khi Burnham qua đời năm 1985, Thủ tướng Desmond Hoyte tiếp tục lãnh đạo đất nước. Năm 1992, Cheddi Jagan đắc cử Tổng thống. Năm 1997, Jagan qua đời trong lúc đương nhiệm và quả phụ Janet Jagan tiếp tục lãnh đạo đất nước. Bộ trưởng Tài chính Bharrat Jagdeo trở thành Tổng thống sau khi bà J. Jagan xin từ chức vì lý do sức khỏe năm 1999.

## Địa lý
Guyana có thể chia thành bốn vùng tự nhiên: một đồng bằng hẹp và màu mỡ nhiều đầm lầy dọc Đại Tây Dương {Đồng bằng thấp ven biển} nơi sinh sống của phần lớn dân cư, tiếp đó là một dải cát trắng ở sâu hơn trong lục địa {Đồi cát và Vùng Đất sét}, nơi chứa đựng hầu hết các tài nguyên khoáng sản Guyana, rừng nhiệt đới dày đặc {Vùng cao nguyên nhiều rừng} dọc giữa đất nước, savannah cỏ phẳng ở phía nam và cuối cùng là những cao nguyên lớn hơn bên trong {Savannah Trong} chứa đựng hầu hết những dãy núi nâng cao dần lên về phía biên giới Brasil. Các dãy núi chính của Guyana đều tập trung tại đây, gồm Núi Ayanganna (2.042 m (6.699 ft)) và trên Núi Roraima (2.835 m (9.301 ft) – núi cao nhất Guyana) trên điểm ngã ba biên giới Brasil-Guyana-Venezuela, một phần của dãy Pakaraima. Roraima được cho từng là cảm hứng của truyện Thế giới đã mất. Có nhiều vách đứng và thác nước, gồm cả Thác Kaieteur nổi tiếng. Giữa Sông Rupununi và biên giới với Brasil là savannah Rupununi, phía nam của nó là Núi Kanuku.
Nước này có nhiều con sông, ba sông chính là (từ tây sang đông) Essequibo, Demerara, và Berbice. Con sông Corentyne chạy dọc biên giới với Suriname. Tại cửa sông Essequibo có nhiều đảo nhỏ. Shell Beach dài 90 dặm (145 km) dọc các bờ biển bắc-tây. Guyana là vùng sinh sản chính của rùa biển (chủ yếu là rùa biển Leatherback) và các dạng sinh vật hoang dã khác.
Khí hậu địa phương là nhiệt đới và nói chung nóng và ẩm, dù ôn hòa nhờ gió mậu dịch đông bắc dọc bờ biển. Có hai mùa mưa, mùa mưa thứ nhất từ tháng 5 tới giữa tháng 8, và mùa mưa thứ hai từ giữa tháng 11 đến giữa tháng 1.

### Nhân khẩu
| Dân tộc         | Phần trăm |
| --------------- | --------- |
| Đông Ấn         | 43.5      |
| châu Phi/Creole | 30.2      |
| Lai             | 16.7      |
| Amerindian      | 9.2       |
| Bồ Đào Nha      | 0.20      |
| Trung Quốc      | 0.19      |
| Trắng           | 0.06      |

Nhóm dân tộc lớn nhất là Đông Ấn gồm 43.5% dân số năm 2002. Tiếp sau là những người dòng dõi da đen Châu Phi (30.2%). Đứng thứ ba là những người lai chủng tộc (16.7%), người Da đỏ bản xứ đứng thứ tư với 9.2%. Những nhóm chủng tộc nhỏ nhất là da trắng (0.06% hay 476 người), người Bồ Đào Nha (0.20% hay 1496 người) và người Trung Quốc (0.19% hay 1395 người). Một nhóm nhỏ (0.01% hay 112 người) không xác định nguồn gốc chủng tộc của họ.
Phân bố phần trăm dân cư tương tự như tại những cuộc điều tra dân số năm 1980 và 1991, nhưng số lượng hai nhóm sắc tộc chính đã giảm sút. Đông Ấn từng chiếm 51.9% năm 1980, nhưng tới năm 1991 đã giảm xuống còn 48.6% và sau đó là 43.5% trong cuộc điều tra dân số năm 2002. Những người hậu duệ châu Phi đã tăng nhẹ từ 30.8 tới 32.3% trong giai đoạn đầu tiên (1980 - 1991) trước khi giảm còn 30.2% tại cuộc điều tra dân số năm 2002. Với mức tăng dân số nhẹ, sự sụt giảm số lượng phần trăm tại hai nhóm lớn nhất dẫn tới sự tăng nhẹ tại nhóm ‘Lai’ và Da đỏ. Số người Amerindian đã tăng 22.097 trong giai đoạn 1991 - 2002. Con số này chiếm 47.3% tăng trưởng hay mức tăng trưởng hàng năm là 3.5%. Tương tự, người ‘Lai’ tăng thêm 37.788 người, chiếm 43.0% tăng trưởng hay mức tăng hàng năm là 3.2% tính từ cuộc điều tra dân số năm 1991. Người Da trắng và Trung Quốc đã giảm sút trong giai đoạn 1980 và 1991 và tăng trở lại ở cuộc điều tra dân số năm 2002 ở mức 54.4%(168 người) và 8.1%(105 người). Tuy nhiên, vì số lượng khá nhỏ, con số tăng này không gây ảnh hưởng gì trên tổng thể. Nhóm Bồ Đào Nha đã giảm liên tục trong các thập kỷ qua.

### Ngôn ngữ
Tiếng Anh là ngôn ngữ chính thức tại Guyana. Ngoài ra, các ngôn ngữ Amerindian (xem Các ngôn ngữ Cariban) được một nhóm thiểu số nhỏ sử dụng và ngôn ngữ Creole Guyan (một thổ ngữ dựa trên tiếng Anh với cú pháp Phi và Ấn) cũng được sử dụng rộng rãi. Tuy tiếng Anh là ngôn ngữ chính, nó được dùng với trọng âm đứt quãng. Ngữ pháp tiêu chuẩn cũng không được tôn trọng và nhiều từ bị thay thế.

## Vùng và các hội láng giềng
Guyana được chia thành 10 vùng.
1. Barima-Waini
2. Pomeroon-Supenaam
3. Essequibo Islands-West Demerara
4. Demerara-Mahaica
5. Mahaica-Berbice
6. East Berbice-Corentyne
7. Cuyuni-Mazaruni
8. Potaro-Siparuni
9. Upper Takutu-Upper Essequibo
10. Upper Demerara-Berbice

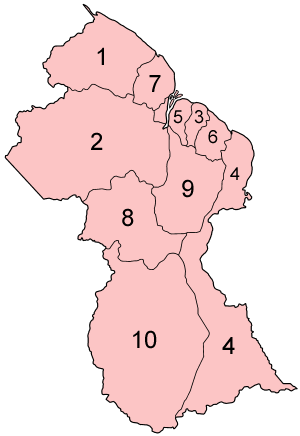
Các vùng Guyana

Các vùng được chia thành 27 Hội đồng láng giềng.

## Chính trị

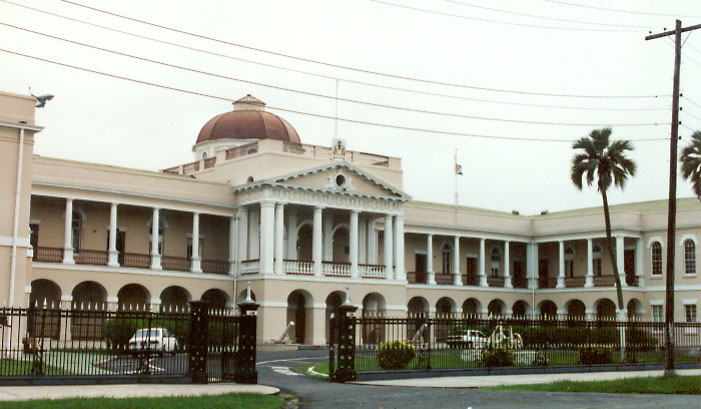
Tòa nhà Chính phủ Guyana

Chính trị Guyana theo khuôn khổ cộng hoà đại diện dân chủ bán tổng thống, theo đó Tổng thống Guyana là nguyên thủ quốc gia, và một hệ thống chính trị đa đảng. Quyền hành pháp thuộc chính phủ. Quyền lập pháp do cả chính phủ và Quốc hội Guyana đảm nhiệm. Tư pháp độc lập với hành pháp và lập pháp. Cuộc bầu cử quốc gia năm 2006 là cuộc bầu cử hòa bình đầu tiên trong thời gian gần đây. Cuộc bầu cử này là tự do và công bằng và là sự khởi đầu mới từ những hỗn loạn trong những cuộc bầu cử trước.
Trong lịch sử, chính trị luôn là một nguồn gây căng thẳng trong nước và những cuộc bạo loạn thường xảy ra trong những kỳ bầu cử. Trong thập niên 1980, chính trường do Đại hội Quốc gia Nhân dân thống trị, họ giữ quyền lực qua các hành động giả mạo kết quả bầu cử. Năm 1992, cựu Tổng thống Hoa Kỳ Jimmy Carter đã giám sát cuộc bầu cử "tự do và công bằng" đầu tiên tại nước này và Đảng Tiến bộ Nhân dân đã nắm quyền điều hành đất nước từ đó. Hai đảng chủ yếu được tổ chức theo dòng dõi sắc tộc và vì thế là nguyên nhân gây ra những xung đột về các vấn đề trong chính phủ.
Gần đây có nhiều vụ việc tội phạm liên quan tới những tù nhân bỏ trốn và hành động tham nhũng trong các quan chức chính phủ. Tầng lớp trung lưu đã trở thành nạn nhân của những vụ cướp bóc, bắt cóc, cướp xe hơi, và đột nhập nhà cửa không ngừng gia tăng trong những năm gần đây. Tỷ lệ các vụ giết người tại Guyana khá cao đối với một nước ở kích cỡ đó, lớn gấp ba lần tỷ lệ này tại Hoa Kỳ  Lưu trữ ngày 16 tháng 9 năm 2008 tại Wayback Machine.

## Kinh tế

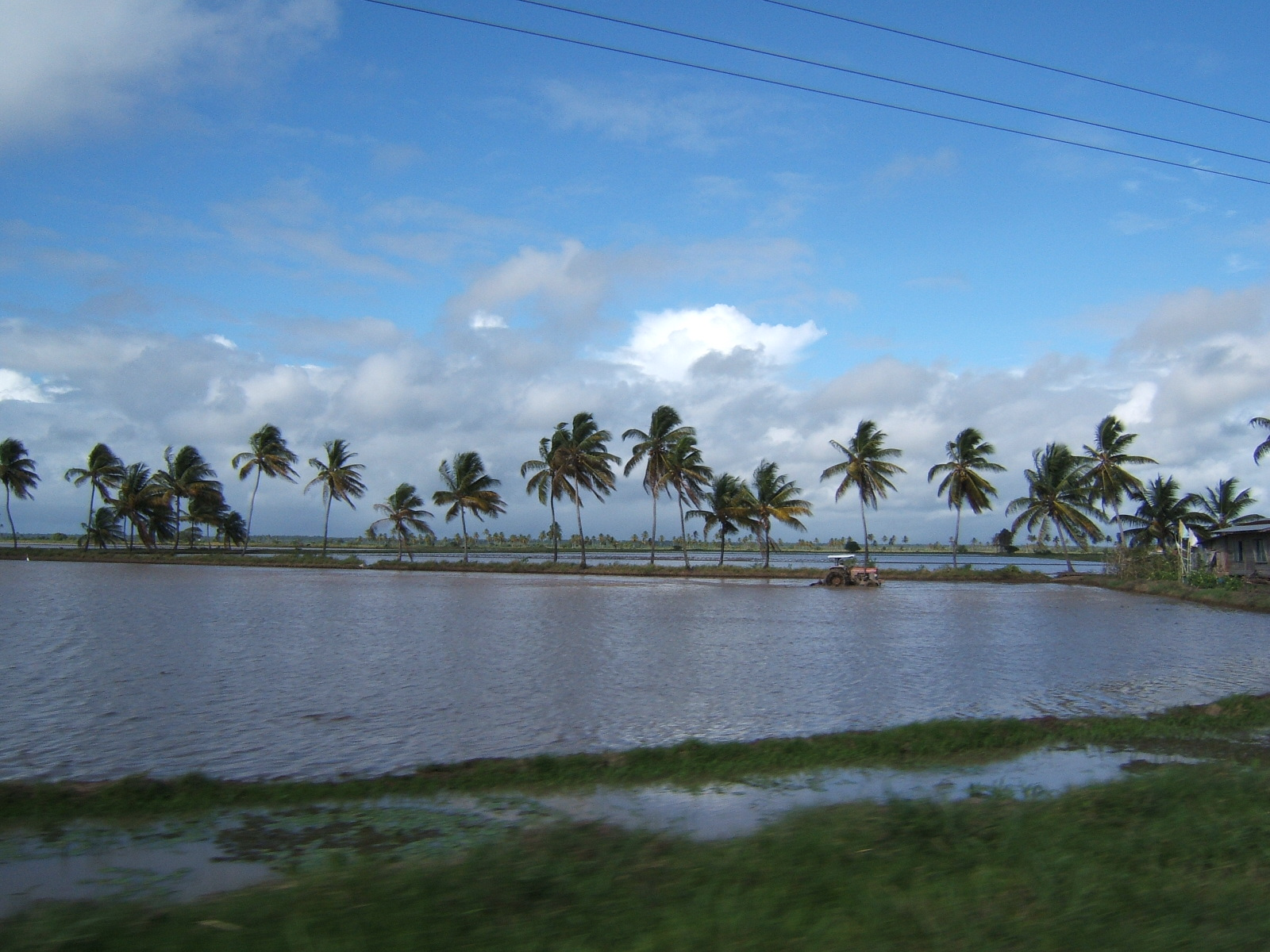
Máy cày trên cánh đồng lúa tại đồng bằng ven biển Guyana.

Guyana từng là một trong những nước nghèo nhất tại Tây Bán Cầu Lưu trữ ngày 6 tháng 4 năm 2007 tại Wayback Machine Trong thập niên 80, kinh tế quốc gia chịu ảnh hưởng cuộc khủng hoảng trầm trọng. Hạn hán nghiêm trọng và những biến động chính trị đã làm cho tăng trưởng kinh tế Guyana giảm xuống mức -1,8% trong năm 1998. Các vấn đề kinh niên của họ gồm thiếu lao động có tay nghề và thiếu hụt cơ sở hạ tầng. Tới gần đây chính phủ vẫn lừa bịp về một khoản nợ nước ngoài khá lớn để từ chối mở rộng chi tiêu ngân sách cho đầu tư công cộng. Giá các sản phẩm khai thác mỏ và nông nghiệp thấp cộng với các vấn đề trong ngành công nghiệp bôxít và đường đã đe dọa khoản thuế nhỏ nhoi của chính phủ cũng như khiến các viễn cảnh phát triển tương lai trở nên mờ mịt hơn. Tuy nhiên, kinh tế Guyana đã hồi phục và tăng trưởng nhẹ từ năm 1999, dựa trên việc mở rộng các lĩnh vực nông nghiệp và khai thác mỏ, và một môi trường thuận lợi hơn cho kinh doanh, tỷ giá trao đổi sát thực tế hơn, lạm phát ở mức khá thấp, và sự hỗ trợ từ các tổ chức quốc tế. Những nhân tố chính góp phần phát triển gồm việc mở rộng lãnh vực khai thác mỏ và nông nghiệp, những điều kiện ưu đãi cho kinh doanh, tỷ giá hối đoái thỏa đáng hơn, tỉ lệ lạm phát vừa phải và sự giúp đỡ của các tổ chức quốc tế. Tổng thống Jagdeo, cựu Bộ trưởng Tài chính, đang từng bước thực hiện cải cách kinh tế, phác thảo bộ luật đầu tư và tái cấu trúc khu vực công hoạt động trì trệ và kém hiệu quả. Vấn đề còn tồn đọng là thiếu lực lượng lao động có tay nghề cao, hệ thống giao thông vận tải còn nghèo nàn. Hiện nay chương trình tư nhân hóa đang được xúc tiến mở rộng.
Các hoạt động kinh tế chính của Guyana là nông nghiệp (sản xuất gạo và đường Demerara), khai thác mỏ bôxít, vàng, gỗ, tôm và khoáng sản. Công nghiệp mía đường, chiếm 28% toàn bộ nguồn thu xuất khẩu, chủ yếu do Guysuco điều hành và sử dụng nhiều lao động hơn bất kỳ ngành công nghiệp nào khác. Nhiều ngành công nghiệp nhận được đầu tư nước ngoài khá lớn. Ví dụ, công nghiệp mỏ được công ty Mỹ là Reynolds Metals và Alcan của Canada đầu tư khá nhiều, còn Barama Company của Hàn Quốc/Malaysia chiếm thị phần lớn trong công nghiệp khai thác gỗ.
Sản xuất balatá (mủ cao su tự nhiên) từng là một lĩnh vực quan trọng tại Guyana. Đa số cây balata tại Guyana được trồng ở những đồi thấp tại Núi Kanuku ở Rupununi. Trước kia loại cây này cũng được trồng tại Quận tây bắc, nhưng đa số cây ở đây đã bị tàn phá bởi nạn lấy mủ bất hợp pháp khiến người dân phải lựa chọn cách chặt cây thay vì khai thác chúng.
Người địa phương thường dùng Balata làm bóng chơi môn cricket kiểu địa phương, trám tạm vào lỗ hổng răng, và nặn những bức tượng nhỏ hay những đồ vật trang trí khác (đặc biệt với người Macushi tại vùng núi Kanuku).
Các tổ chức lớn trong lĩnh vực tư nhân gồm Ủy ban Khu vực Tư nhân (PSC) và Phòng Thương mại và Công nghiệp Georgetown (GCCI); xem một danh sách công ty tại Guyana.
Ngoài ra, chính phủ đã đưa ra sáng kiến kiểm tra lại toàn bộ các sắc thuế bắt đầu từ năm 2007. Thuế giá trị gia tăng (VAT) được đưa vào thực hiện thay thế sáu loại thuế khác. Trước khi VAT được áp dụng, thường việc trốn thuế mua bán khá dễ dàng và nhiều công ty đã thực hiện hành vi này. Nhiều công ty phản đối việc áp dụng thuế VAT vì họ phải thực hiện thêm nhiều hoạt động sổ sách, tuy nhiên chính phủ vẫn kiên quyết thực hiện. Bằng cách thay thế nhiều loại thuế bằng một thuế suất thấp, chính phủ cũng sẽ dễ dàng hơn trong hoạt động kiểm toán, ngăn chặn tham ô. Tuy việc đưa thuế VAT vào áp dụng từng gặp phải một số khó khăn, nó sẽ giúp cải thiện cuộc sống hàng ngày nhờ số tiền chính phủ thu được và đầu tư cho lĩnh vực công cộng.
Tổng thống Bharrat Jagdeo đã coi việc giảm gánh nặng nợ nần là một ưu tiên hàng đầu với chính phủ của mình. Ở một số mức độ, ông đã khá thành công, với gần 800 triệu dollar xoá nợ từ Ngân hàng thế giới và Ngân hàng phát triển liên Mỹ, cộng với hàng triệu dollar khác do các nước công nghiệp giảm trừ.
Năm 2020, Guyana có một bước phát triển vượt bậc từ một trong những nước kém phát triển nhất Nam Mỹ, vươn lên vị trí thứ 3 vì phát hiện được nguồn tài nguyên dầu mỏ dồi dào với giá trị ước tính khoảng 350 tỷ dollar Mỹ.
Tính đến năm 2021, GDP của Guyana đạt 9.192 USD, đứng thứ 91 thế giới và đứng thứ 3 khu vực Nam Mỹ.

## Văn hoá
| Ngày                         | Tên                      |
| ---------------------------- | ------------------------ |
| 1 tháng 1                    | Năm mới                  |
| 23 tháng 2                   | Ngày Cộng hòa Mashramani |
| tùy thuộc                    | Phagwah                  |
| tùy thuộc                    | Eid-ul-Fitr              |
| tùy thuộc                    | Thứ sáu tốt lành         |
| tùy thuộc                    | Thứ hai Phục sinh        |
| 1 tháng 5                    | Ngày quốc tế lao động    |
| 5 tháng 5                    | Indian Arrival Day       |
| 26 tháng 5                   | Ngày độc lập             |
| Thứ hai đầu tiên của tháng 7 | Ngày CARICOM             |
| 1 tháng 8                    | Ngày giải phóng          |
| tùy thuộc                    | Diwali                   |
| 25 tháng 12                  | Giáng sinh               |
| 26 tháng 12 hay 27           | Ngày tặng quà            |

Guyana, cùng với Suriname và Brasil, là một trong ba nước phi Hispanic (không thuộc Tây Ban Nha) duy nhất tại Nam Mỹ. Văn hóa Guyana rất tương đồng với văn hóa các nước nói tiếng Anh vùng Caribe, tới mức Guyana thuộc và đã được chấp nhận là một quốc gia Caribe và là thành viên sáng lập khối kinh tế Caricom (Cộng đồng Caribe) và cũng là nơi đóng trụ sở của Khối, Ban thư ký CARICOM. Vị trí địa lý, dân cư thưa thớt tại những vùng rừng nhiệt đới, và số lượng người Amerindian trong dân số đông là những đặc điểm khác biệt của nó với các quốc gia Caribe nói tiếng Anh khác. Những nét văn hóa Đông Ấn (Ấn Á) và Tây Ấn (da đen) khiến văn hóa nước này tương đồng với Trinidad và khác biệt với toàn bộ các vùng khác ở châu Mỹ. Guyana có nhiều đặc điểm tương tự với các quần đảo ở Tây Ấn, như thực phẩm, các sự kiện lễ hội, âm nhạc, thể thao, vân vân. Guyana tham dự môn cricket thế giới với tư cách một phần của Đội cricket Tây Ấn, và đội Guyana chơi đua tranh giải criket với các quốc gia Caribe khác. Ngoài tư cách thành viên CARICOM, Guyana cũng là một thành viên của CONCACAF, liên đoàn bóng đá thế giới khu vực Bắc và Trung Mỹ và Caribe. Một khía cạnh khác của văn hóa Guyana là sự giàu có về âm nhạc dân gian Jumbee.

### Tôn giáo
Tôn giáo Guyana (2012)

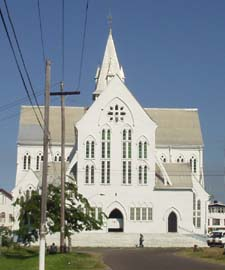
Nhà thờ Anh giáo St. George's ở Georgetown

Kitô giáo và Ấn giáo là tôn giáo chiếm ưu thế ở Guyana. Dữ liệu từ một cuộc điều tra dân số năm 2002 về tôn giáo cho thấy rằng khoảng 57% dân số là Kitô hữu. Trong số đó gồm có: Phong trào Ngũ Tuần chiếm 17%, Công giáo Rôma chiếm 8%, Anh giáo chiếm 7%, Cơ Đốc Phục Lâm chiếm 5%, các nhóm Kitô khác 20%.
Khoảng 28% dân số theo Ấn giáo, 7% là người Hồi giáo (chủ yếu là người Hồi giáo Sunni), và 2% thực hành tín ngưỡng khác, bao gồm phong trào Rastafari và Baha'i. 4% dân số không theo bất cứ tôn giáo nào.
Guyana là đất nước đa sắc tộc có nguồn gốc từ các nước Ấn Độ, châu Phi, Trung Quốc và châu Âu, cũng như một số dân bản địa đáng kể. Các thành viên của tất cả các nhóm dân tộc được đại diện trong tất cả các nhóm tôn giáo, với hai ngoại lệ: hầu hết người theo đạo Hindu là người Guyana gốc Ấn, và gần như tất cả những người theo phong trào Rastafarians.

### Giáo dục

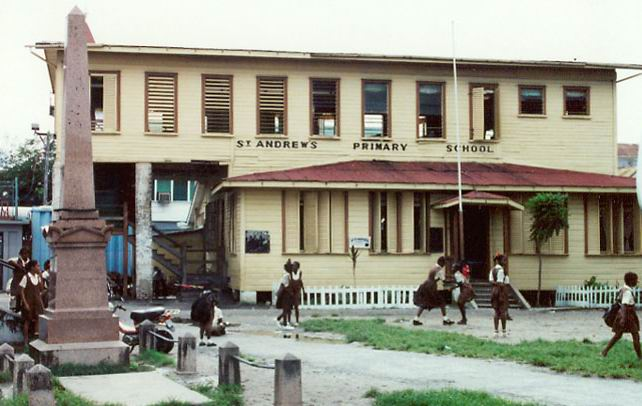
Một ngôi trường ở thủ đô Georgetown

Hệ thống giáo dục Guyana, từng một thời được coi là một trong những hệ thống tốt nhất tại Caribe, đã trở nên tàn tạ trong những năm 1980 vì nạn di cư của những người có học thức cao và thiếu nguồn vốn cần thiết. Dù hệ thống giáo dục đã được hồi phục ở một số mức độ trong thập niên 1990, nó vẫn chưa tạo ra được đủ sinh viên có chất lượng giáo dục đáp ứng được yêu cầu của Guyana nhằm hiện đại hóa nguồn nhân lực của mình. Nước này thiếu chuyên gia trong nhiều lĩnh vực và hoạt động thiết yếu của nền kinh tế.
Hệ thống giáo dục chưa chú ý đầy đủ tới việc giáo dục người Guyana trong lĩnh vực khoa học và công nghệ, các môn học kỹ thuật và dạy nghề, quản lý kinh doanh, và cả công nghệ thông tin. Hệ thống giáo dục Guyana dựa trên mô hình giáo dục kiểu Anh cũ. Các sinh viên được huấn luyện để viết SSEE ở độ tuổi 9-11, trước khi bắt đầu học trung học và CXC khi kết thúc trung học. Gần đây các kỳ thi CAPE đã được đưa vào tương tự như tại các quốc gia Caribe khác. Hệ thống A-level có từ thời Anh rất đầy đủ những đã biến mất và hiện chỉ được áp dụng tại một vài trường học (tháng 1 năm 2007) Lý do cho việc thiếu tập trung hay có quá nhiều môn học có thể có nguyên nhân trực tiếp từ những sự lựa chọn thường thấy của sinh viên muốn chuyên học trong những môn tương tự nhau (toán/hoá/vật lý hay địa lý/lịch sử/kinh tế). Với việc loại bỏ hệ thống A-level cũ khuyến khích sự chuyên môn hoá, mọi người hy vọng nó sẽ khuyến khích sinh viên mở rộng lĩnh vực học tập của mình.
Sự mất cân bằng về khả năng và chất lượng giáo dục cũng như cơ sở vật chất tại các trường giữa các vùng địa lý trong nước rất lớn.
Ngoài những vấn đề về hệ thống giáo dục, nhiều giáo viên chuyên nghiệp trình độ cao đã rời khỏi đất nước trong hai thập kỷ gần đây, chủ yếu vì được trả lương thấp, thiếu cơ hội phát triển và nạn tội phạm. Vì thế, hiện số giáo viên có trình độ đang thiếu trầm trọng trong mọi cấp độ của hệ thống giáo dục Guyana.

### Sức khoẻ công cộng

#### Cung cấp dịch vụ
Các dịch vụ chăm sóc sức khỏe công cộng được cung cấp theo năm cấp:
- Cấp I: Các điểm chăm sóc sức khỏe địa phương (tổng cộng 166 điểm) cung cấp dịch vụ ngăn chặn bệnh tật và chữa trị bệnh thông thường. Các nhân viên y tế cộng đồng làm việc tại các cơ sở này.
- Cấp II: Các Trung tâm Sức khỏe (tổng cộng 109) cung cấp dịch vụ ngăn chặn bệnh tật và phục hồi sức khỏe cũng như các hoạt động xúc tiến. Các trung tâm này có đội ngũ cán bộ thích hợp với một nhân viên y tế hay y tá sức khỏe cộng đồng, cùng với một trợ lý điều dưỡng, một y sĩ răng miệng và một bà đỡ.
- Cấp III: Mười chín Bệnh viện Quận (với 473 giường) có thể cung cấp dịch vụ chăm sóc sức khỏe nội, ngoại trú (dù ngoại trú nhiều hơn) và một số dịch vụ chẩn đoán. Các bệnh viện này được trang bị các phòng thí nghiệm, radiological đơn giản, có khả năng thực hiện gynecology, có thể cung cấp dịch vụ phòng và chữa bệnh răng miệng. Chúng được thiết kế để phục vụ các vùng địa lý với dân cư khoảng 10.000 hoặc hơn.
- Cấp IV: Bốn Bệnh viện Vùng (với 620 giường) cung cấp các dịch vụ cấp cứu, răng miệng, chẩn đoán và dịch vụ đặc biệt khác trong y tế và nhi khoa. Chúng được thiết kế để có thể hoàn thành tốt mục tiêu với các phòng thí nghiệm, phòng chụp tia X, nhà thuốc và khoa dinh dưỡng. Những bệnh viện này có tại các Vùng 2, 3, 6 và 10.
- Cấp V: Bệnh viện Quốc gia (937 giường) tại Georgetown cung cấp các dịch vụ chẩn đoán và phân tích phức tạp hơn, cả với các bệnh nhân nội, ngoại trú; Bệnh viện Tâm thần tại Canje; và Bệnh viện Lão khoa tại Georgetown. Ngoài ra còn có một cơ sở phục hồi sức khỏe trẻ em.

Hệ thống này được cơ cấu để sự hoạt động của nó phụ thuộc mật thiết vào một quá trình phụ thuộc. Ngoài những trường hợp cấp cứu, bệnh nhân đầu tiên sẽ vào các cơ sở cấp dưới, và những trường hợp không thể được điều trị tại đó mới được chuyển lên cấp trên. Tuy nhiên, trong thực tế, nhiều bệnh nhân bỏ qua các cơ sở cấp dưới.
Lĩnh vực y tế hiện không thể cung cấp một số dịch vụ phức tạp cũng như dịch vụ nội khoa đặc biệt, kỹ thuật tại Guyana không đáp ứng được các dịch vụ này, hay đơn giản nước này không có chuyên gia trong lĩnh vực đó. Thậm chí với những cải thiện gần đây trong lĩnh vực y tế, việc phải đi điều trị một số loại bệnh ở nước ngoài vẫn tồn tại. Bộ Y tế đã cung cấp hỗ trợ tài chính cho những bệnh nhân như vậy, ưu tiên cũng được dành cho các bệnh nhi cần chăm sóc hồi phục sức khỏe nhằm tăng chất lượng cuộc sống.
Ngoài các cơ sở được đề cập ở trên, có 10 bệnh viện tư nhân hoặc hợp tác nhà nước tư nhân, với các cơ sở chẩn đoán, phòng khám chữa bệnh. Tổng cộng 10 bệnh viện đó có 548 giường.
Mười tám dưỡng đường và phòng khám hiện thuộc sở hữu của GUYSUCO.
Bộ y tế và lao động chịu trách nhiệm cung cấp tài chính cho Bệnh viện Quốc gia tại Georgetown, gần đây nó đã trở thành một liên doanh dưới sự quản lý của một Ban độc lập. Vùng 6 chịu trách nhiệm quản lý Bệnh viện Tâm thần Quốc gia. Bệnh viện Lão khoa, trước kia thuộc quản lý của Bộ Lao động, đã chuyển sang thuộc Bộ các Nguồn Nhân lực và An sinh Xã hội tháng 12 năm 1997.

#### Điều kiện sức khoẻ
Một trong những hậu quả đáng tiếc nhất của sự suy sụp kinh tế Guyana trong thập niên 1970 và 1980 dưới thời cầm quyền của PNC (Đại hội Nhân dân Quốc gia) là tình trạng dịch vụ chăm sóc y tế với đại đa số nhân dân ở mức thấp kém. Các dịch vụ y tế cơ bản trong nội địa mới ở mức sơ khai hay không hề tồn tại. Thông cáo của Lãnh sự Hoa Kỳ cảnh báo "Chăm sóc y tế chỉ có khả năng thực hiện một số dịch vụ căn bản. Trường hợp cấp cứu và chăm sóc các ca bệnh khó khác hay phẫu thuật hạn chế, vì thiếu các chuyên gia được đào tạo đầy đủ, tiêu chuẩn điều trị nội trú thấp, và tình trạng vệ sinh tồi. Dịch vụ xe cứu thương ở dưới mức tiêu chuẩn và không thường xuyên sẵn sàng cho các trường hợp cấp cứu." Nhiều người Guyana sang sử dụng dịch vụ y tế tại Hoa Kỳ, Trinidad hay Cuba.
So với các nước láng giềng khác, thứ hạng về các chỉ số chăm sóc sức khỏe cơ bản tại Guyana ở mức tồi tệ. Năm 1998, tuổi thọ dự tính khi sinh tại Guyana là 66.0, 71.6 tại Suriname, 72.9 tại Venezuela; 73.8 tại Trinidad và Tobago, 74.7 tại Jamaica, và 76.5 tại Barbados. Ở Guyana, tỷ lệ tử vong trẻ em năm 1998 là 24.2, tại Barbados 14.9; tại Trinidad và Tobago 16.2; tại Venezuela 22; tại Jamaica 24.5; và tại Suriname 25.1.
Tỷ lệ tử vong của bà mẹ tại Guyana cũng khá cao, được ước lượng ở mức 124.6 năm 1998. So với con số tại các quốc gia Caribe khác là 50 cho Barbados, 75 cho Trinidad và 100 cho Jamaica.
Tuy nhiên, cần nhấn mạnh, dù dịch vụ y tế tại Guyana vẫn kém cỏi so với hầu hết quốc gia vùng Caribe khác, đã có tiến bộ đáng kể trong lĩnh vực này ở giai đoạn 1988 - 1998.
Những nguyên nhân hàng đầu của tỷ lệ tử vong cao ở mọi nhóm tuổi là các căn bệnh thuộc mão mạch (cerebrovascular) (11.6%); bệnh thiếu máu tim (9.9%); mất cân bằng miễn dịch (7.1%); bệnh đường hô hấp (6.8%); bệnh phổi và các loại bệnh tim khác (6.6%); các bệnh nội tiết và trao đổi chất (5.5%); các bệnh ở những phần khác của hệ thống tiêu hóa (5.2%); bạo lực (5.1%); một số bệnh bắt nguồn từ điều kiện kém thời kỳ mang thai (4.3%); và các bệnh tăng huyết áp (3.9%).
Nguyên nhân gây tử vong rất khác biệt. Mười lý do hàng đầu ở mọi nhóm tuổi theo mức độ giảm dần là: sốt rét; nhiễm trùng hô hấp cấp tính; các triệu chứng, dấu hiệu và bệnh tật được xác định hay các điều kiện chưa biết; tăng huyết áp; tai nạn và thương tích; ỉa chảy cấp; đái đường; nhiễm giun; viêm khớp; các bệnh thần kinh và răng miệng.
Các nguyên nhân gây tử vong này cho thấy chúng có thể được ngăn chặn thông qua việc cải thiện dịch vụ y tế, giáo dục sức khỏe tốt hơn, điều kiện tiếp cận nước sạch và vệ sinh cao hơn, và dịch vụ chăm sóc sức khỏe công cộng tốt hơn.

### Âm nhạc và giải trí
Âm nhạc và giải trí tại Guyana tương tự các quốc gia Caribe cũng như Ấn Độ. Các đài phát thanh đều phát sóng các bản nhạc Chutney, Calypso, Soca, Reggae, Hip-Hop và nhạc Hindi mới nhất. Các đài truyền hình địa phương phát sóng các chương trình Hoa Kỳ, Anh Quốc và Ấn Độ. Các câu lạc bộ tại Georgetown sử dụng những bài hát mới nhất trong các buổi tối và cuối tuần.

### Ẩm thực
Ẩm thực Guyana có nhiều điểm tương đồng với ẩm thực Caribe. Thực phẩm đa dạng và gồm nhiều món như gà cari, roti và nhiều món chế biến từ gạo khác (đậu và gạo),(một kiểu gạo với nhiều loại rau như chuối lá, mướp tây, và đậu), cùng với thịt gà, thịt bò hay cá. Thực phẩm phản ánh bản sắc dân tộc và lịch sử thuộc địa, và gồm nhiều món có nguồn gốc châu Phi, Đông Ấn, Amerindian, Trung Quốc, Bồ Đào Nha, và châu Âu (chủ yếu là Anh).
Các món chính gồm gà cari, roti, gạo, gạo nấu chín, (đậu và gạo), bánh mì, thịt bò/gà hầm, và món mì xào kiểu Caribe. Các loại thực phẩm Caribe và Mỹ Latinh cũng là thành phần quan trọng trong các món ăn chính gồm sắn, khoai lang, edoes và các loại khác. Các món độc nhất gồm Thịt nấu ớt, chế biến với (một chiết xuất từ casava) và có nguồn gốc Amerindian. Ngoài ra còn có Metemgie, một loại súp đặc với nước dừa trộn các loại nguyên liệu rau, và những chiếc bánh hấp rất to, theo truyền thống được dùng với cá, hay gần đây hơn, là thịt gà. Đa số người Guyana thích thức ăn Caribe kiểu Trung Quốc bán tại các nhà hàng ở những thị trấn lớn. Một món được ưa chuộng là Chicken in the ruff là cơm rang với thịt gà rán kiểu Trung Quốc bên trên.
Các loại hoa quả tươi, cá và hải sản rất phong phú tại bờ biển. Đa số người dân tự làm loại rượu Punch và đồ uống với hoa quả tươi, và chúng được gọi là "đồ uống địa phương". Cá tươi và hải sản là phần không thể thiếu trong thực phẩm tại các vùng nông thôn và những ngôi làng dọc bờ biển. Súp cua và súp mướp tây từ vùng bờ biển Berbice rất giống với món súp của người da đen tại Louisiana.
Bánh mì nhà làm là một nghệ thuật tại nhiều ngôi làng, và là sự phảm ánh ảnh hưởng Anh với các loại bánh như bánh vòng phó mát, bánh tạc(bánh dứa), và bánh bao (giống với bánh bao thịt bò nhỏ Jamaica).
Để có thêm thông tin về thực phẩm Guyana và hàng trăm món ăn tại đây, tìm kiếm trên Internet hay thử
http://guyanaoutpost.com/recipes/recipes_cat.shtml Lưu trữ ngày 21 tháng 5 năm 2007 tại Wayback Machine
Một số món trên website này không phải món truyền thống, mà là món ăn châu Mỹ có ảnh hưởng hay xuất xứ từ nhiều vùng tại Caribe.

### Thể thao

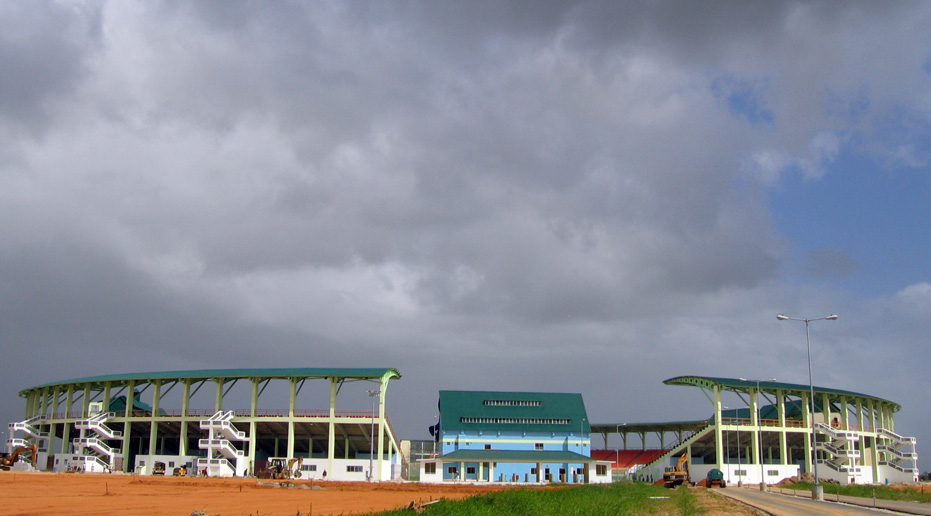
Sân vận động Providence nhìn từ Đường cao tốc Bờ Tây

Các môn thể thao chính tại Guyana là cricket (Guyana là một bộ phận của Tây Ấn như được định nghĩa của liên đoàn cricket quốc tế), cricket bóng mềm (cricket bãi biển) và bóng đá. Các môn thể thao khác tại Guyana là bóng rổ, rounders, tennis trên cỏ, bóng rổ, bóng bàn, đấm bốc, squash, và vài môn khác.
Guyana đã là chủ nhà của nhiều trận đấu cricket quốc tế trong khuôn khổ Giải vô địch cricket thế giới 2007. Một sân vận động 15.000 chỗ ngồi mới, Sân vận động Providence (ảnh bên phải), đã được xây dựng khi tổ chức World Cup này. Lịch sử đã được lập vào ngày đó ở trận đấu quốc tế thuộc CWC 2007 trên sân vận đồng này khi Lasith Malinga của đội Sri Lanka thực hiện một helmet trick, hay double hat-trick (bốn wicket trong bốn lần ném liên tiếp).

## Môi trường và đa dạng sinh thái

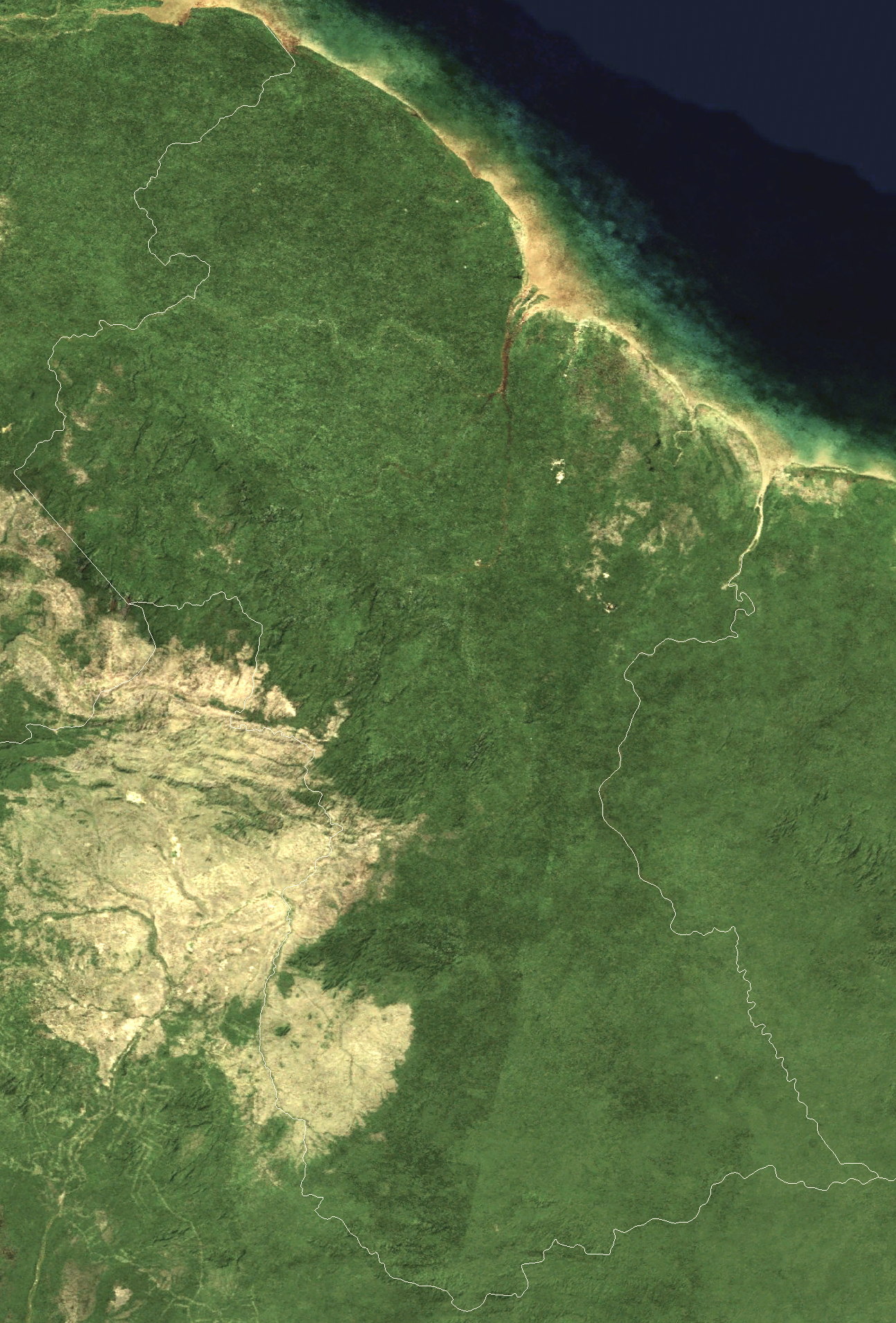
Ảnh vệ tinh Guyana 2004

Xem thêm: Thể loại:Hệ động vật Guyana, Thể loại:Hệ thực vật Guyana
Guyana rất phong phú về động thực vật. Mỗi vùng đều có những giống loài đặc hữu.
Những kiểu môi trường sau là đặc trưng của Guyana: ven biển, biển, duyên hải, đầm lầy cửa sông, đước, ven sông, hồ, đầm lầy, savannah, rừng cát trắng, rừng cát đen, núi, rừng mây, đất thấp ẩm và rừng rậm (NBAP, 1999). Khoảng 14 vùng sinh thái đáng chú ý đã được xác định là các địa điểm có thể trở thành một Hệ thống Vùng Bảo vệ Quốc gia.
Hơn 80% diện tích Guyana vẫn được rừng che phủ, từ kiểu rừng rậm và rừng theo mùa tới rừng núi và rừng tại các vùng đất thấp. Những khu rừng đó là nơi sinh sống của hàng ngàn loài cây. Khí hậu nhiệt đới, kiểu địa lý độc nhất, và những hệ sinh thái còn nguyên sơ tại Guyana là điều kiện lý tưởng cho những loài vật sống tại các khu rừng mưa rậm rạp và các môi trường sống tự nhiên thích hợp cho những sinh vật đặc hữu. Gần tám ngàn loài cây có ở Guyana, một nửa trong số đó không có ở bất kỳ nơi nào khác trên thế giới.
Số lượng các loài động vật cũng rất cao. Guyana, với 1.168 loài vật có xương sống, là một trong những hệ động vật có vú phong phú nhất so với bất kỳ khu vực nào có kích thước tương đương trên thế giới.
Vùng Bảo vệ Guiana vẫn còn chưa được khám phá nhiều và rất phong phú về động thực vật. Không như những vùng khác tại Nam Mỹ, hơn 70% môi trường sống vẫn ở tình trạng nguyên sơ.
Lịch sử tự nhiên phong phú của British Guiana đã được những nhà thám hiểu đầu tiên đặt chân tới đây miêu tả như Sir Walter Raleigh và Charles Waterton và sau này bởi hai nhà tự nhiên học, Sir David Attenborough và Gerald Durrell.

### Sinh thái học và tình trạng Địa điểm di sản thế giới
Nhiều nước chú ý tới việc giữ gìn và bảo vệ thiên nhiên cùng các địa điểm di sản văn hóa thế giới đã gia nhập Công ước về việc Bảo vệ Di sản Văn hóa và Thiên nhiên Thế giới đã được UNESCO đưa ra năm 1972. Guyana không phải là ngoại lệ, và đã ký kết hiệp ước này năm 1977. Trên thực tế, Guyana là nước đầu tiên vùng Caribe ký hiệp ước. Một số thời điểm ở nửa sau giữa thập niên 1990 Guyana đã bắt đầu một cách nghiêm túc quá trình lựa chọn các địa điểm ứng cử viên Di sản Thế giới và ba địa điểm đã được đưa ra: Vườn Quốc gia Kaieteur, Bãi biển Shell và địa điểm lịch sử Georgetown. Tới năm 1997, thủ tục cho Vườn Quốc gia Kaieteur đã được khởi động và vào năm 1998 công việc tại Địa điểm lịch sử Georgetown cũng bắt đầu. Tuy nhiên, tới hiện tại, Guyana vẫn chưa thành công.
Năm 2000, Guyana đã đệ trình Vườn Quốc gia Kaieteur, gồm cả Thác Kaieteur, lên UNESCO làm ứng cử viên Di sản Thế giới đầu tiên của họ. Vùng được đề xuất bao gồm một số trong những vùng đa dạng sinh thái nhất tại Guyana với mức độ tập trung sinh vật cao nhất Nam Mỹ. Thác Kaieteur là địa điểm hấp dẫn nhất tại vườn quốc gia đổ xuống từ độ cao 226 m cao gấp 5 lần Thác Niagara (Hoa Kỳ/Canada). Không may thay, đề xuất đưa Vườn Quốc gia Kaieteur trở thành Di sản Thế giới đã không thành công, chủ yếu vì vùng này bị các coi là quá nhỏ, đặc biệt khi so với Khu dự trữ Sinh quyển Trung tâm Suriname vừa mới được phong làm Di sản Thế giới (2000). Hồ sơ đã được trả lại cho Guyana để bổ sung.
Guyana tiếp tục các thủ tục đề xuất Địa điểm Di sản Thế giới. Các công việc vẫn được tiến hành, sau một giai đoạn ngắt quãng, cho hồ sơ Địa điểm lịch sử Georgetown. Một danh sách thăm dò ý kiến về địa điểm lịch sử Georgetown đã được đệ trình lên UNESCO tháng 12 năm 2004. Hiện có một ủy ban nhỏ do Hội đồng Quốc gia Guyana chỉ đạo làm việc với UNESCO để hoàn thành thủ tục và kế hoạch quản lý địa điểm. Gần đây, tháng 4 năm 2005, hai chuyên gia Hà Lan về bảo tồn đã tới làm việc hai tuần tại Georgetown giám sát đội ngũ giáo viên kiến trúc và sinh viên Đại học Guyana tại cuộc nghiên cứu một công trình lịch sử trong khu vực được lựa chọn. Đây là một phần trong chiến dịch thu thập thông tin cho hồ sơ đăng ký. Mọi người cho rằng hồ sơ này sẽ được hoàn thành và đệ trình năm 2006.
Tuy nhiên, vì Vườn Quốc gia Kaieteur bị cho là quá nhỏ, đã có một đề xuất chuẩn bị hồ sơ Nhóm Địa điểm (Cluster Site) sẽ gồm cả Vườn Quốc gia Kaieteur, Rừng Iwokrama và Núi Kanuku. Rừng mưa Iwokrama, một khu vực đa dạng sinh thái đã được Thiếu tướng (Rtd) Joseph Singh miêu tả là "một dự án hàng đầu về bảo tồn." Khu vực Núi Kanuku hiện vẫn ở tình trạng nguyên sơ, là nơi sinh sống của hơn bốn trăm loài chim và các loài động vật khác.
Vẫn còn nhiều việc phải làm để việc được lựa chọn là địa điểm di sản thế giới với những đề xuất đó trở thành hiện thực. Nhà nước, khu vực tư nhân và mỗi người dân thường Guyana đều có trách nhiệm góp phần vào quá trình này và trong việc bảo vệ các địa điểm. Sự lựa chọn trở thành địa điểm di sản thế giới của UNESCO sẽ mở ra cơ hội thu hút khách du lịch cho Guyana và do đó cũng góp phần tăng trưởng kinh tế tại quốc gia này.
Guyana đệ trình hai vùng sinh thái của WWF Global 200 là địa điểm cần thiết bảo vệ đa dạng sinh thái Trái Đất, rừng nhiệt ẩm Guianan và rừng ẩm Cao nguyên Guyana là nơi sinh sống của nhiều loài động thực vật quý hiếm gồm cả loài thiết mộc nhiệt đới Greenheart (Chlorocardium rodiei).

## Quân đội
- Các lực lượng: Lực lượng phòng vệ Guyana  (GDF; gồm Các lực lượng Bộ Binh, Phòng vệ bờ biển, và Không quân), Dân quân Nhân dân Guyana;(GPM), Quân đội Quốc gia Guyana;(GNS), Lực lượng cảnh sát Guyana
- Nhân lực: 206.199 nam giới độ tuổi 15 tới 49, trong số đó 155.058 người thích hợp phục vụ (2002 ước tính)
- Chi phí: $7 triệu (1.7% GDP)

## Một vài thông tin
- Con tem British Guiana 1c magenta năm 1856 được coi là con tem hiếm nhất thế giới, với một chiếc duy nhất còn lại (chiếc kia đã bị người chủ phá hủy).
- Bộ phim năm 1959 Green Mansions, diễn viên Audrey Hepburn và Anthony Perkins, được quay tại Guyana (khi ấy là British Guiana).
- Guyana là nước duy nhất ở Nam Mỹ còn hình phạt tử hình đối với một số tội nghiêm trọng và đồng tính từng bị cấm đoán.
- Ngày 18 tháng 11 năm 1978, vụ Thảm sát Jonestown diễn ra trong rừng rậm tây bắc Guyana; 913 thành viên của giáo phái Ngôi đền các Dân tộc (Temple of Peoples) đã chết trong một vụ tự sát tập thể.
- Bản Sách kỉ lục Guinness năm 1990 xếp hạng Ngài Lionel Luckhoo sinh tại Guyana là " luật sư thành công nhất thế giới ". Ông đã giúp 245 khách hàng liên tiếp được miễn tội với cáo buộc giết người.
- Một tục ngữ Guyana nói rằng nếu bạn ăn labba và uống nước đen khi tới thăm Guyana, thì bạn sẽ muốn quay trở lại. (Labba là một loại chuột lang hay một loài gặm nhấm Nam Mỹ được ăn trong một món hầm màu đen được gọi là " bình hạt tiêu ". " Nước đen " là loại nước có ở nhiều nhánh sông trong nội địa Guyana, có màu đen bởi tanin trong rễ cây.)
- Andrew " Six-Heads " Lewis là người Guyana đầu tiên đoạt giải vô địch đấm bốc thế giới, khi ông đánh bại James Page để đoạt chức vô địch siêu nhẹ WBA thế giới.